# دانيال ماكلين (سياسي)
دانيال ماكلين هو سياسي كندي، ولد في 4 يناير 1868 في مقاطعة هالتون ، أونتاريو ‏ في كندا، وتوفي في 2 مارس 1950 في وينيبيغ في كندا.